# Here's Lucy

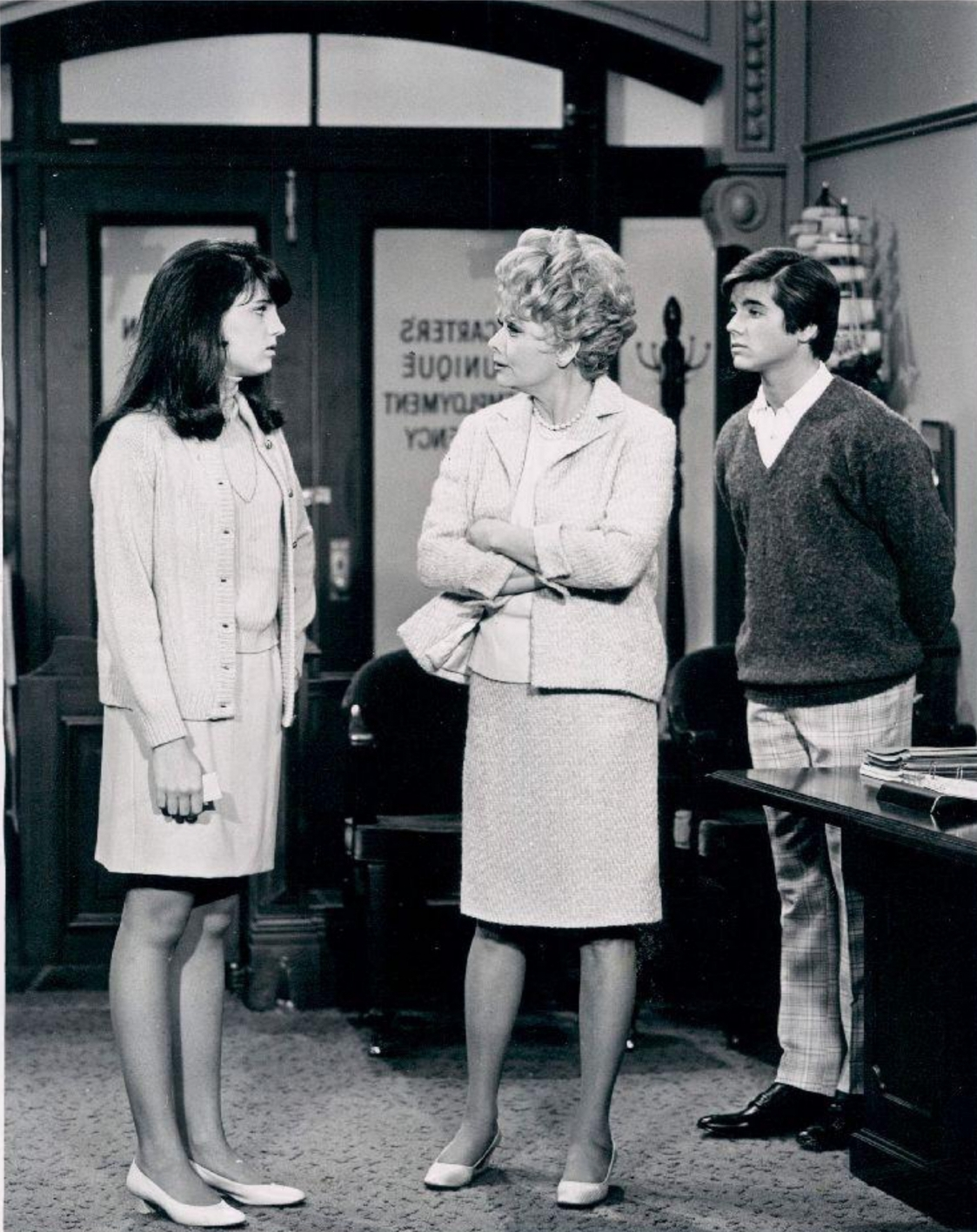
Imatge de la sèrie amb Lucie Arnaz, Lucille Ball i Desi Arnaz Jr.

Here's Lucy és una sitcom estatunidenca protagonitzada per Lucille Ball. La sèrie estava protagonitzada també pel seu company en la vida real Gale Gordon i els seus fills en la vida real Lucie Arnaz i Desi Arnaz Jr.. Va ser emesa a la CBS del 1968 al 1974. Va ser la tercera sitcom de Ball després de I Love Lucy (1951–57) i The Lucy Show (1962–68).

## Repartiment
| Actor           | Personatge                   | 1a temporada | 2a temporada | 3a temporada | 4a temporada | 5a temporada | 6a temporada |
| --------------- | ---------------------------- | ------------ | ------------ | ------------ | ------------ | ------------ | ------------ |
| Actor           | Personatge                   | 1968–69      | 1969–70      | 1970–71      | 1971-72      | 1972-73      | 1973-74      |
| Lucille Ball    | Lucy Carter                  | Protagonista | Protagonista | Protagonista | Protagonista | Protagonista | Protagonista |
| Gale Gordon     | Harrison Otis "Harry" Carter | Protagonista | Protagonista | Protagonista | Protagonista | Protagonista | Protagonista |
| Lucie Arnaz     | Kim Carter                   | Protagonista | Protagonista | Protagonista | Protagonista | Protagonista | Protagonista |
| Desi Arnaz, Jr. | Craig Carter                 | Protagonista | Protagonista | Protagonista | N/S          | Convidat     | N/S          |
| Mary Jane Croft | Mary Jane Lewis              | Recurrent    | Secundari    | Secundari    | Secundari    | Secundari    | Secundari    |